# El Cóndor (Río Negro)

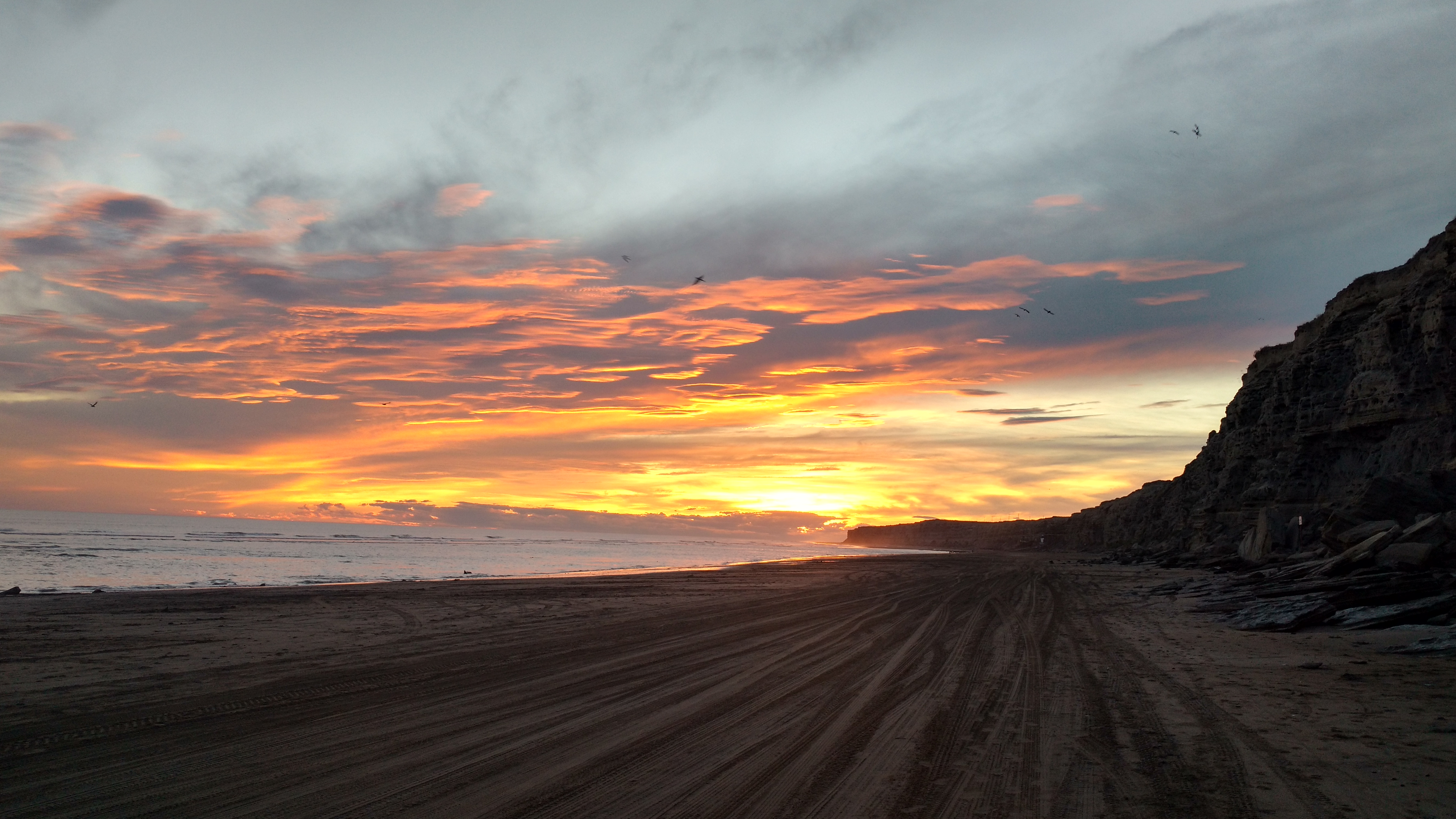
Atardecer en El Cóndor, Río Negro. Barranca de loros más grande del mundo.

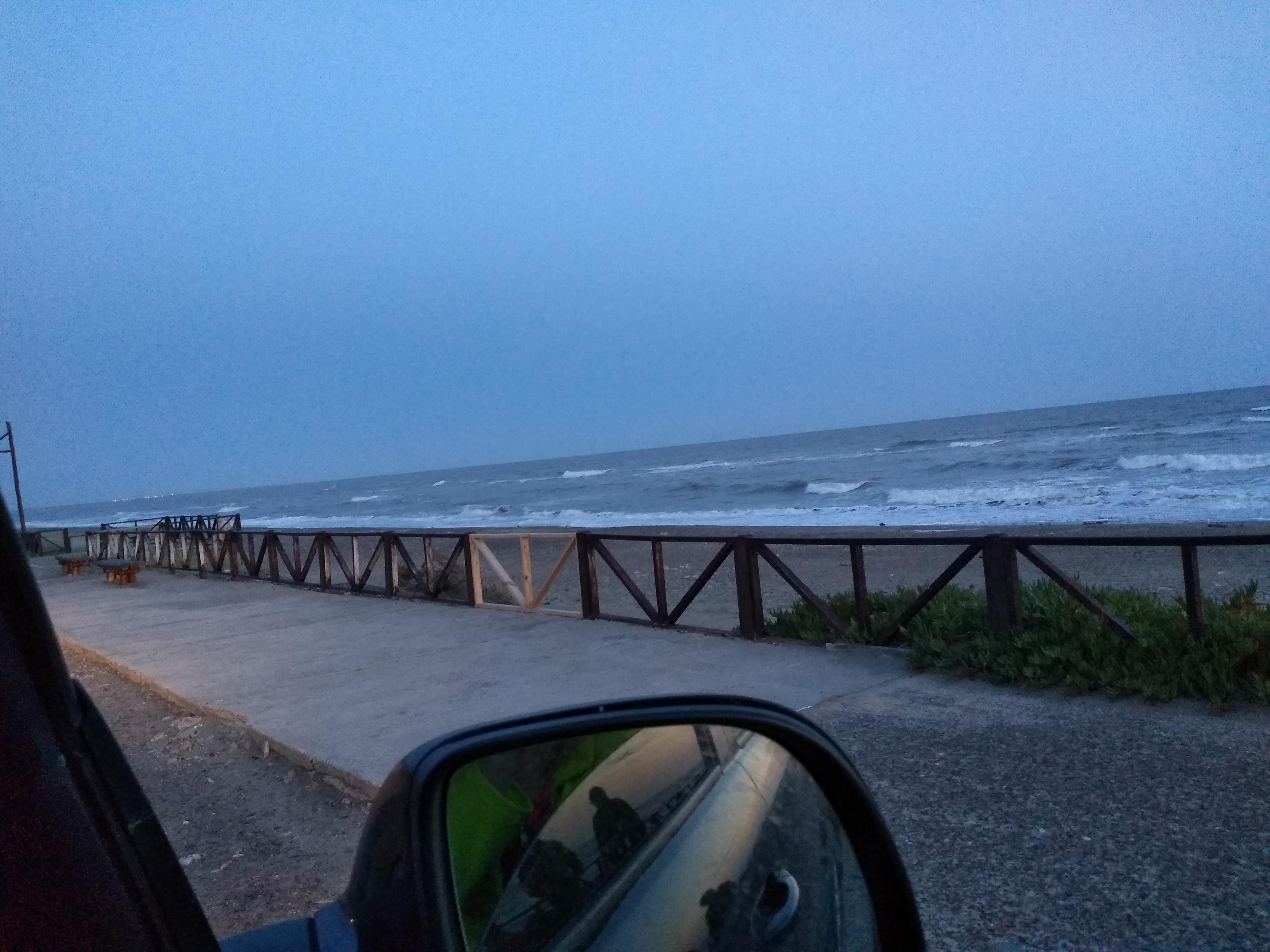
Costanera

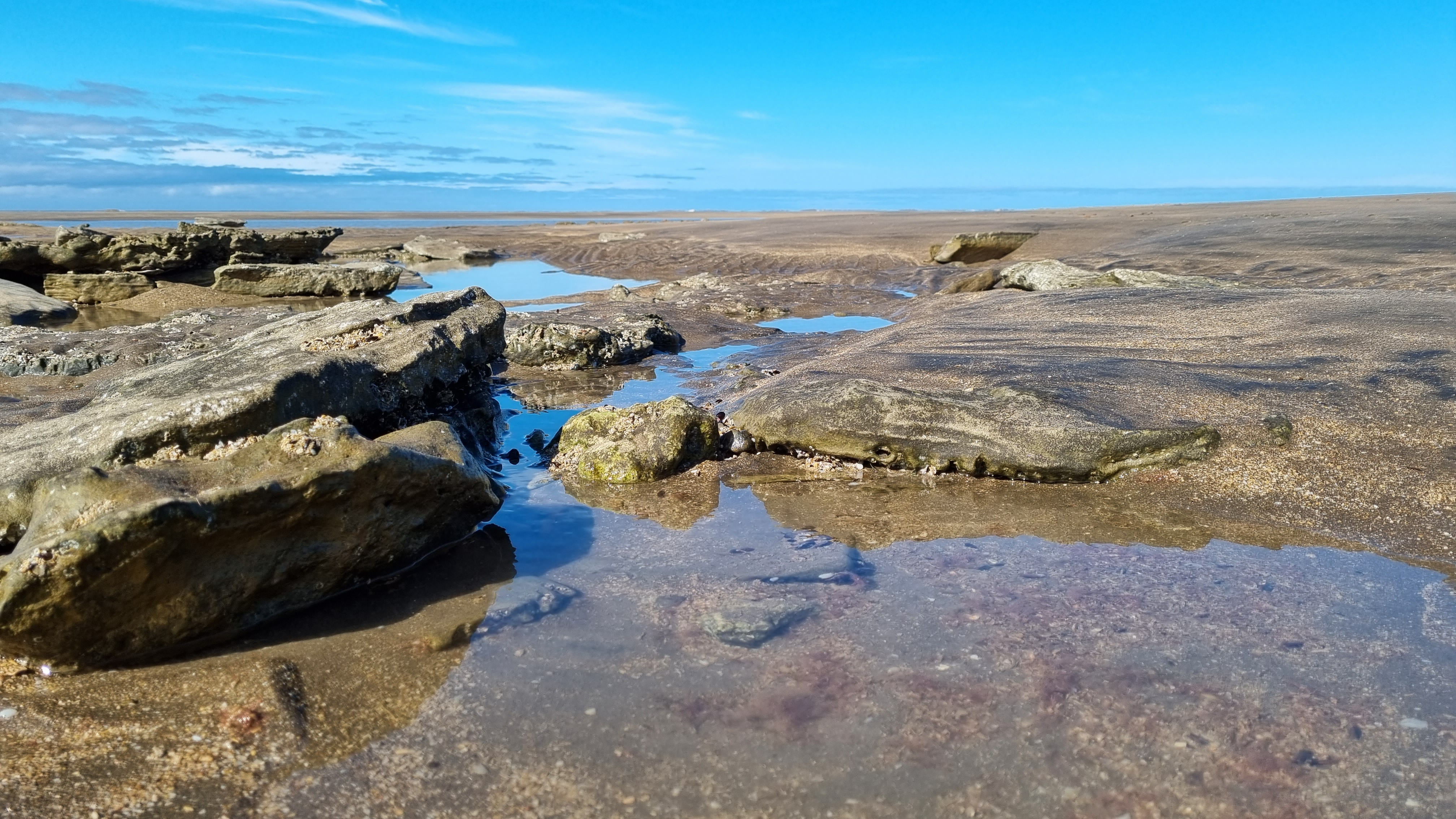
Balneario El Cóndor

El Cóndor es una localidad y balneario de la provincia de Río Negro, departamento Adolfo Alsina, República Argentina.
Se emplaza en la franja costera sur de la desembocadura del río Negro en el mar Argentino.

## Ubicación
Es una localidad del municipio de Viedma, se halla ubicado en el km 31 de la ruta provincial 1 de Río Negro ruta que comienza en la ya mencionada capital provincial, Viedma.
El balneario es el primero de una sucesión de playas de más de 150 km. Siguiendo por la ya nombrada RP 1 se recorre el Camino de la Costa denominado así ya que recorre las distintas playas del litoral rionegrino bordeando el mar.
Políticamente El Cóndor pertenece a, en la provincia de Río Negro de la República Argentina.

## Historia
El 26 de diciembre de 1881 el barco danés «Cóndor» naufragó cerca de donde hoy se ubica el balneario y sus ocupantes fueron hospedados en la única estancia que había cerca del lugar, cuyo administrador también era danés. El carpintero del barco, Peter Hansen Kruuse se casó con una de las hijas del danés que administraba la estancia y se afincó en la Patagonia. Tiempo después el establecimiento ganadero tomó el nombre de «El Cóndor», en homenaje al barco naufragado tiempo atrás. A raíz del naufragio mencionado se construyó el faro Río Negro unos años más tarde y comenzó a funcionar en mayo de 1887.
A principios de la década de 1910 la zona fue tomando interés como sitio de veraneo con el salesiano italiano Jacinto Massini como principal impulsor, quien se había afincado en Viedma tiempo atrás. Las tierras donde actualmente se asienta el balneario eran una propiedad privada y el acceso a las playas estaba clausurado, por lo que Massini comenzó una batalla judicial para obtener un permiso de acceso, mientras incitaba a la construcción de pequeñas viviendas de madera, realizándose las primeras construcciones entre 1913 y 1919. Finalmente, el 22 de junio de 1920 recibe autorización por parte del gobierno provincial para construir y la familia Harriet, propietaria de las tierras acceden a lotear.
En un principio esta villa turística fue denominada como «Balneario Massini» en reconocimiento al propulsor del lugar. Sin embargo, en 1948 por decreto del entonces gobernador de Río Negro, Miguel Montenegro, se adoptó oficialmente el nombre de «Balneario El Cóndor», tomando el nombre del establecimiento que dio origen a la localidad, que a su vez había tomado el nombre del barco naufragado tiempo antes.
El 24 de febrero de 1955 se creó oficialmente la primera Comisión de Fomento. Tras su creación ésta promovió la instalación del alumbrado, la limpieza y barrido de calles y playas. Poco tiempo después comenzó a circular una línea de colectivos entre el centro de Viedma y el balneario. Además se inauguró un destacamento policial.
En el año 1972, la Legislatura de la Provincia de Río Negro sancionó la ley 701, incorporando la zona del Balneario El Cóndor al ejido municipal de Viedma.

## Gobierno
El balneario se rige como barrio de la ciudad municipal que lo engloba, la ciudad de Viedma. Posee una Junta Vecinal que gestiona con el municipio y la provincia para que sus ciudadanos permanentes y turistas tengan una mejor calidad de vida. Los miembros de la Junta son electos mediante voto directo de los habitantes y duran en su cargo dos años. Las últimas elecciones se efectuaron el 4 de junio de 2017, siendo electa como presidenta Verónica Leonor Barrera.

## Turismo

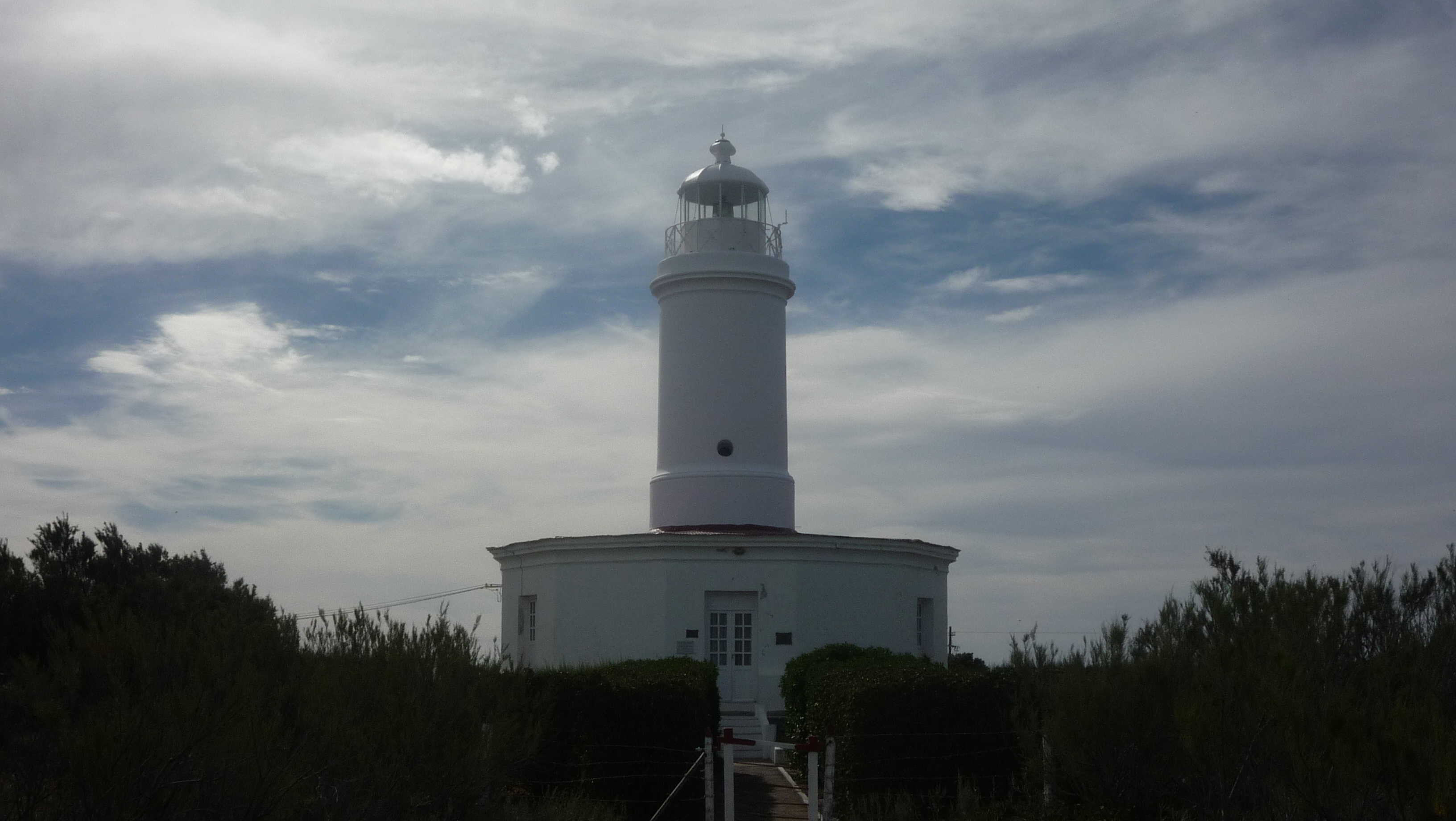
Faro del balneario.

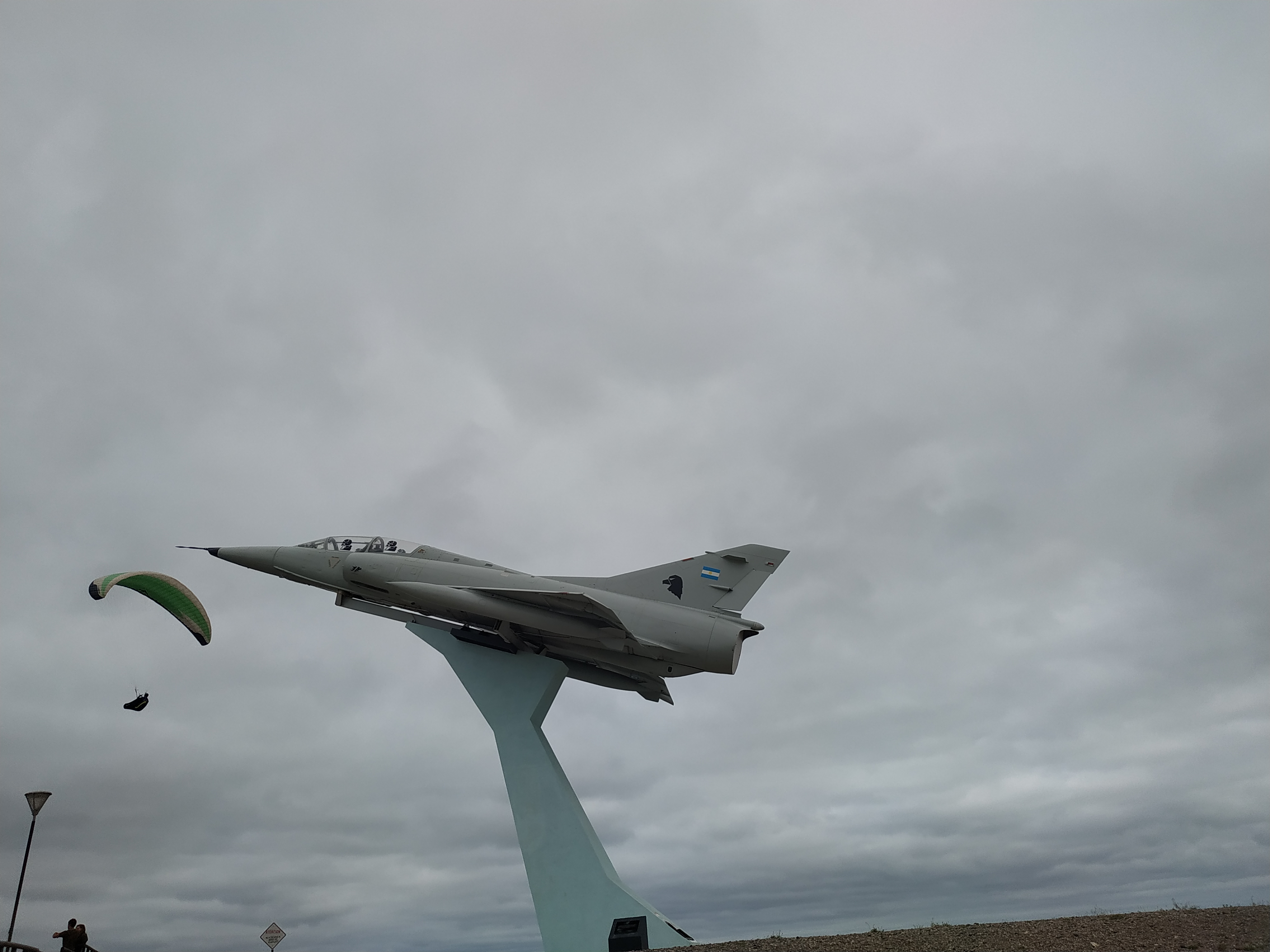
Monumento conmemorativo de Malvinas

Al llegar al km 31 de la RP 1 e ingresar a la pequeña villa por la avenida de acceso, que termina en la playa Grande, se observa a la izquierda de su larga costanera, la desembocadura del río Negro en el mar Argentino y a la derecha, donde comienzan los acantilados, el faro más antiguo de la Patagonia, que presta servicio desde 1887.
A lo largo de todo el recorrido, desde la desembocadura hasta El Faro pueden realizarse variadas actividades acuáticas, aéreas y terrestres. La playa es de arenas finas y el color del mar es terroso, por los sedimentos del río Negro. Como toda playa patagónica es ventosa, pero lo compensa muy bien la buena temperatura de sus aguas.
En la desembocadura, en una zona protegida por dunas, se encuentra el paraje El Pescadero, se llega al mismo por su calle homónima, lugar donde se practica todo tipo de pesca de costa y embarcados, windsurf, canotaje, fourtracks y otros.
Al Faro se observa una nutrida colonia de loros barranqueros única en su tipo, se llega por la Av Costanera bordeando el mar, caminando por la playa desde el balneario o bien continuando por la RP 1, donde comienza el denominado Camino de la Costa que recorre todo el litoral rionegrino, ascendiendo por un suave declive a la cuchilla sur que cierra el Valle Inferior; aquí tenemos una vista panorámica de la cuchilla norte y una postal típica del paisaje patagónico. Al trepar la cuchilla ingresamos en lo distintivo de la costa patagónica: los acantilados, que varían en su composición geológica, forma y altura. En general no sobrepasan los 60 m.

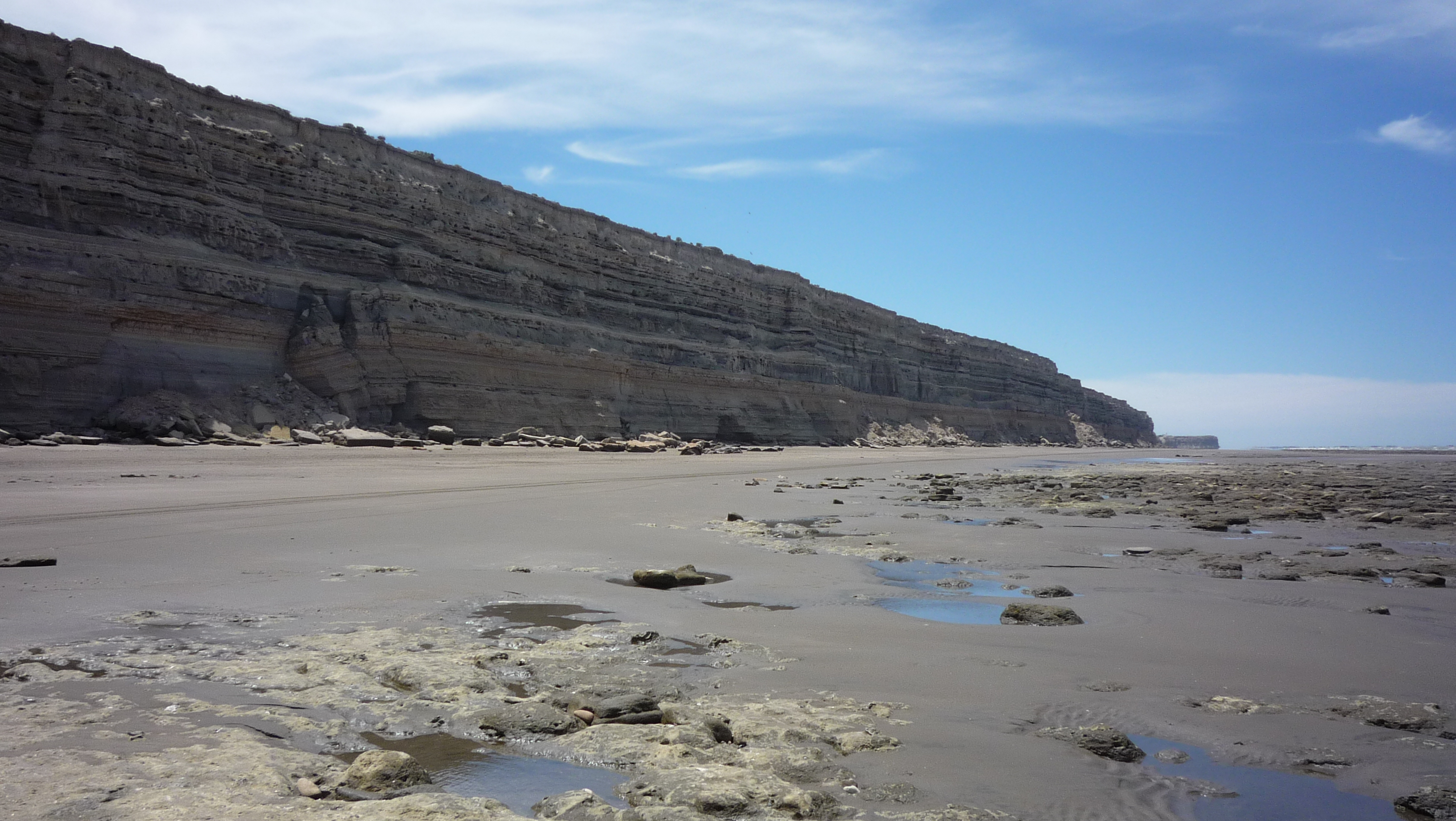
Zona de los acantilados hogar de la colonia de loros más grande del mundo

A partir de aquí y hasta las Playas del Puerto en San Antonio Este, andando la RP1, que bordea las costas del golfo San Matías, podemos visitar una serie de balnearios: playa del Espigón y playa Bonita (actualmente fuera de servicio) a las que se puede acceder por excavado del acantilado, La Lobería a través de una rampa escalonada o un sistema mecánico de transporte, donde hay guardavidas en los horarios de playa, confitería, sanitarios, campamento y proveeduría en los meses de verano.
Más adelante y bifurcándose hacia la izquierda de la RP 1, a 5 km está el apostadero natural de lobos marinos que por un sistema de pasarelas ubicadas estratégicamente sobre el acantilado, permite ver la colonia y el comportamiento de sus integrantes.
Desandando estos últimos km y retomando la RP1 luego de cruzar montes y médanos, ya en una ruta de ripio consolidada, que por momentos se aleja del borde del acantilado y por momento se acerca permitiendo verse el amplio mar, se llega a Bahía Rosas, con una bellísima vista panorámica a su entrada desde la que puede observarse su totalidad; aquí el camino vuelve a estar al nivel del mar.
Continuando por la ruta hallamos Bajada de Echandi, por escalinatas talladas en la roca de la barranca (por su estado no recomendamos el acceso), Bahía Creek, por excavado del acantilado, adonde a los costados de la ruta hay casillas de veraneo, proveeduría y club de pescadores. Unos kilómetros adelante el camino vuelve al nivel del mar y a su derecha un conjunto de grandes médano y dunas que en épocas anteriores eran un picadero de indios. Así llegamos a Caleta de los Loros, prominente entrada del mar por dos canales que en bajante se convierte en un espejo de agua y deja visible un ecosistema de flora y fauna que se puede recorre cuidadosamente o con el asesoramiento del guardafaunas o baqueanos de la zona.
Si se continúa por la RP 1 se llega a Pozo Salado en donde hay un puesto de guardafaunas, casillas de veraneo y campamento libre hasta culminar en las Playas del Puerto en San Antonio Este, puerto natural de aguas profundas desde el que se exporta la producción agrícola ganadera de la zona.

### Actividades

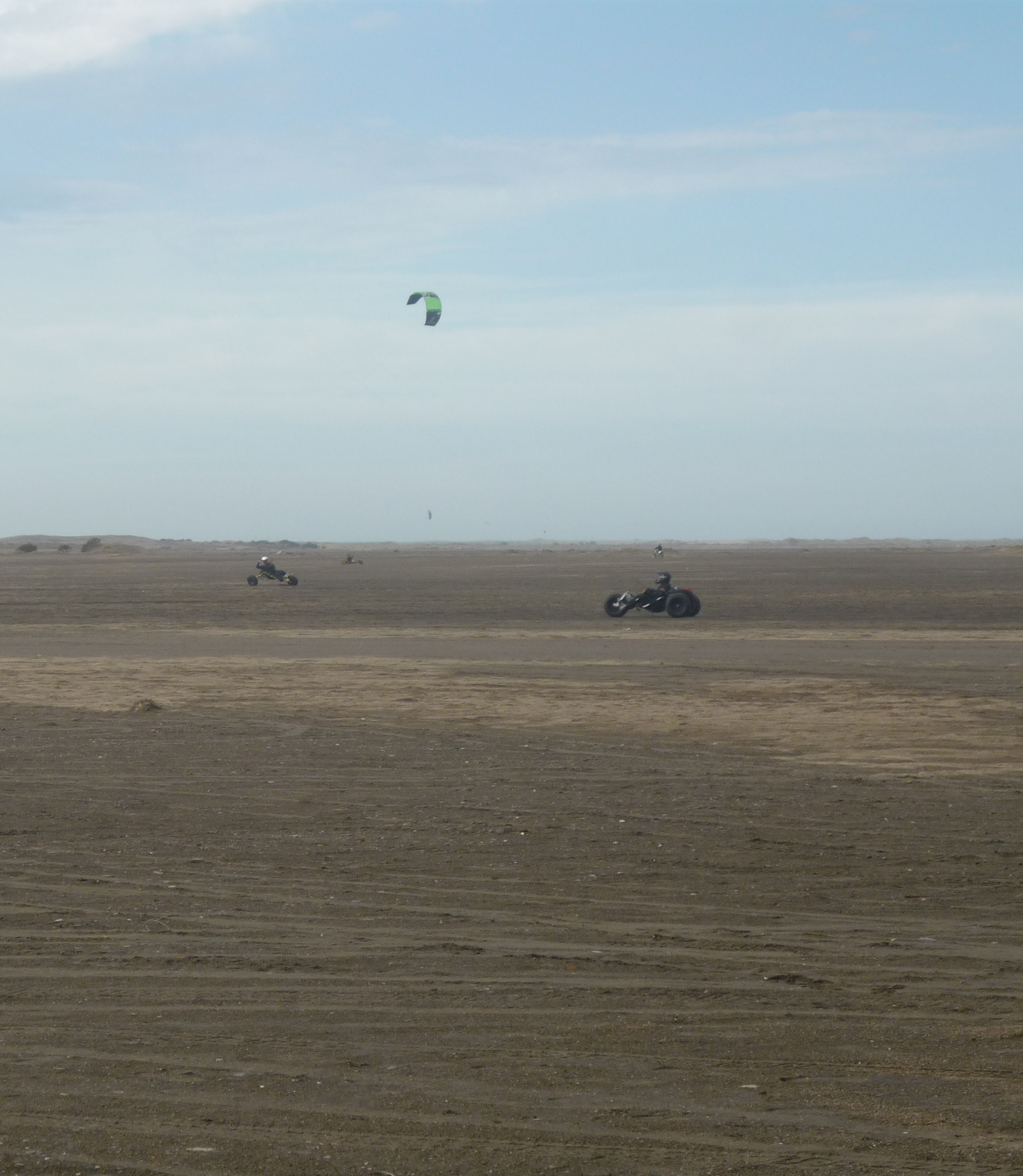
Kite buggy en el balneario

En la Villa Marítima El Cóndor y en toda la zona de influencia son muchas y variadas las actividades que se pueden realizar, tanto por la geografía como por el clima que la naturaleza le ha dado. Desde el descanso en las apacibles playas patagónicas hasta los más variados deportes de aventura es la oferta que tiene para dar esta plaza turística en constante crecimiento. Algunos de los deportes a realizar son: el Surf, Kitesurf, Windsurf, Bodyboard, y además se puede realizar la práctica de Parapente. Algunas de las playas escogidas para estos deportes son: la bajada de picoto, el espigón, bajada de Cailotto y el faro
Algunos de los atractivos a tener en cuenta son la visita al primer faro patagónico que se encuentra en las inmediaciones de la villa, a la colonia de loros barranqueros, única en su tipo, como también a la de lobos marinos de Punta Bermeja.
Toda el área costera desde la desembocadura del río Negro hasta el puerto de San Antonio Este, recorriendo el denominado Camino de la Costa, es propicia para la pesca de todo tipo de especies como por ejemplo: corvina negra y dorada, pejerrey y pescadilla, lenguado y róbalo, cazón como también la recolección de mariscos: vieira, mejillón, cholga , ostras o púlpitos.
Zona ideal para realizar caminatas por sus playas amplias y seguras como por los médanos que las protegen, cabalgatas a lo largo de la costa, mountain bike atravesando rutas y playas o motocross y fourtracks practicado en las dunas y médanos de la región. Además también todos los meses de enero en las extensas playas de El Cóndor se desarrolla el evento deportivo Circuito Patagónico de Beach Handball que se realiza ya hace 20 años en el país por diferentes playas de la Patagonia. Por la temperatura de las aguas y la calidad de los vientos el windsurf, el windskate, el carrovelismo o el kitebuggy son actividades de amplia repercusión.
Los amantes de la naturaleza encontrarán otras ofertas como son el safari fotográfico o el avistaje de mamíferos marinos y de aves marítimas, ribereñas y continentales estables o que visitan la zona en determinadas épocas del año.

### Pesca
La pesca deportiva en el litoral atlántico rionegrino cuenta con variadas zonas de características bien diferenciadas. Las mismas están vinculadas a través de la RP 1 o el también llamado Camino de la Costa teniendo su "km Cero" en la ciudad de Viedma, capital de la provincia. Así tenemos una sucesión de balnearios y playas a los que podemos acceder por esta ruta. En el primero de ellos El Cóndor, que cuenta con infraestructura hotelera, gastronómica y servicios de primera necesidad, encontramos El Pescadero en la desembocadura del río Negro en el Atlántico, le siguen playa Grande, playa del Faro y Segunda Bajada del Faro. Continuando por la RP1 hallamos Bajada del Espigón, playa Bonita, La Lobería, Bahía Rosas, Bajada de Echandi, Bahía Creek, Caleta de los Loros y Pozo Salado.

#### Playas y especies
- El Pescadero, Bajada de Cailotto y El Faro: en estas playas las especies que más abundan para la captura son corvina, pescadilla, gatuzo, pejerrey y lenguado.
- bajada de picoto: en este lugar se pesca muy bien pescadilla y pejerrey.
- Bajada del Espigón: esta es una zona excelente para la pesca de pejerrey de flote, pez gallo y también pescadilla.
- Playa Bonita: la pesca en este balneario es similar a la de Bajada del Espigón ya que se encuentran muy próximas.
- La Lobería: un lugar donde las especies son pejerrey y róbalo.
- Bahía Rosas: una playa especial para la captura del tiburón, tanto gatopardo como bacota.
- Bahía Creek: esta playa es ideal para la pesca de distintas especies de pejerrey como también tiburón y pez gallo.

#### Especies, equipos y carnadas
- Corvina: esta especie se pesca con equipos de variada y las carnadas preferidas son langostinos, camarón y almeja ya que son sus comidas naturales en la zona.
- Pescadilla: a esta especi. también se la captura con equipos de variada y el mayor pique se consigue cuando la marea comienza a subir. Las carnadas recomendadas son pejerrey, langostino, camarón y anchoas.
- Gatuzo: esta especie se la pesca con equipos de variada y las carnadas son muy variables ya que no es una especie muy selectiva con su comida. El pique se da generalmente en pleamar.
- Pejerrey: para la pesca de esta especie se necesita un equipo liviano y se puede realizar tanto con línea de flote como de fondo ya que es muy variada la profundidad en la que se alimenta. Las carnadas preferidas son camarón, anchoa y magrú.
- Lenguado: se pesca con equipos livianos y líneas de dos anzuelos, también con señuelos artificiales y la mejor carnada es el cornalito.
- Pez gallo: como son peces que dan mucha pelea se requieren tanto equipos medianos como grandes y las carnadas son camarón y anchoita.
- Cazón: para la captura de esta especie se requieren equipos grandes ya que tenemos que lanzar lejos y efectuar mucha fuerza debido a su porte. Las carnadas preferidas son calamar, magrú y lisa.
- Róbalo: el equipo a utilizar es una línea de fondo similar a la del pejerrey con la diferencia que la plomada debe ser chata para evitar el enganche con la piedras donde vive la especie. Las carnadas recomendadas para su pesca es camarón y langostino.
- Gatopardo: la elección del equipo para esta especie depende del tamaño a capturar pudiendo elegirse de variada como grande y las carnadas recomendadas son magrú, lisa o calamar.
- Bacota: esta especie de tiburón se captura con cañas de gran acción y reeles de gran capacidad ya que da mucha pelea y logra sacar más de 300 m de tanza de reserva, la carnada ideal es la cabeza de liza.

#### Equipos para la captura
- Pejerrey de flote: caña de 2,50 m a 3 m, una boya y tres anzuelos indistintamente o tres boyas con puntero.
- Pejerrey de fondo: caña de 2,50 m a 3 m, plomada de acuerdo al largo y acción de las cañas. Madres de dos a tres anzuelos N.º 6 o 7.
- Variada: cañas de 3,50 m, acción 7 u 8, plomadas de 120 a 170 g y madres de uno o dos anzuelos N.º 3/0 al 6/0.
- Mayor: cañas de 2,30 a 3,50 m, reel N.º 6/0 al 10/0, nylon N.º 0,70 a 0,90, anzuelos N.º 12/0 14/0.

#### Pesca de río
La ciudad de Viedma ofrece un río majestuoso libre de toda contaminación con un recorrido de más de 600 km en el que encontramos especies como Pejerrey Patagónico, Truchas Percas y la recientemente sembrada Trucha Arco Iris. El Pejerrey Patagónico por su gran porte (llega a alcanzar más de 45 cm de largo y más 1 kg de peso) es una de las especies más buscadas por los pescadores deportivos de todo el país. Las carnadas predilectas a la hora de la captura son lombriz, lamprea y anchoa. La pesca del mismo puede realizarse en todo su recorrido, pero existen zonas preferenciales donde se obtienen los ejemplares de mayor tamaño, como en los alrededores de la localidad de Guardia Mitre, de Sauce Blanco o de China Muerta.

## Población
Contó con 746 habitantes (Indec, 2010) y 280 viviendas. Esto representó un incremento del 74% frente a los 428 habitantes (Indec, 2001) del censo anterior.
Según el censo 2022 se computó su población en el municipio y se pudo saber que como localidad la población se situó en 1896 en 569 hogares.La población se aglutinó en torno a 6 áreas de importancia. Además, el censo dio a conocer datos de su composición poblacional (912 hombres 984 mujeres), densidad y área urbana.
| Gráfica de evolución demográfica de El Cóndor (Río Negro) entre 1991 y 2022 |
|                                                                             |
| Fuente: Censos nacionales del INDEC                                         |